# 仲英书院
仲英书院（Chungying College）是西安交通大学的八个本科书院之一，成立于2008年7月，以国际著名慈善家、唐氏工业集团董事长唐仲英先生名字命名。
书院目前有电信、电气、生命、管理、能动、机械、材料、航天、化工、人居、食品等11个学院（部）20多个专业2700余名学生。，书院位于西安交大兴庆校区东侧，东南门旁。

## 文化

### 宗旨
|  | 服务社会、奉献爱心，推己及人，薪火相传。 |

### 使命
|  | 将仲英学子培养成为“富有责任感的谦谦君子”。 |

书院在学校“双院制”育人体系的框架内，致力于学生非形式教育的组织与开展，着力培养学生对生活的理解和独立生活能力，营造充满爱心和相互关心的氛围，打造学生思想交流和学科交融的环境。

### 书院活动
仲英书院的学生会和社团组织较为完善。
与仲英书院相关的社团包括：
- 沈杨书社
- 仔英新闻社
- 众思杂志社
- 英仔爱心社
- 文物爱好者协会
- 博雅曲艺社
- 仲英书院体育俱乐部

## 现状

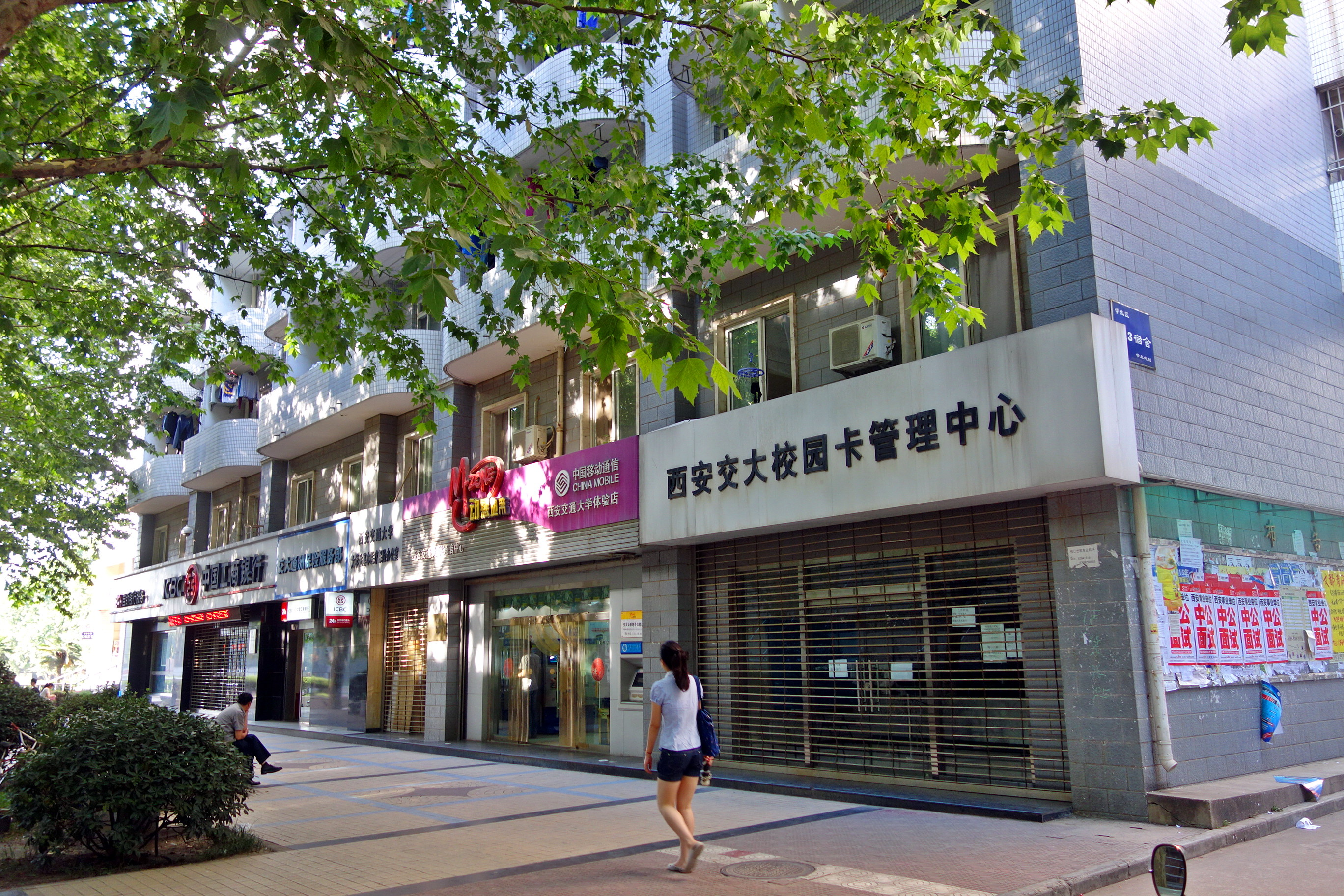
仲英书院「东 3」学生宿舍楼下。

仲英书院目前主要包括入学专业为电类（即工科试验班（智能电气与信息类））的学生，另外还包括部分储能科学与工程、ACCA等专业的学生，不同专业本科生在书院中混合居住。宿舍楼包含男生宿舍和女生宿舍。

### 包含专业
- 工科试验班（智能电气与信息类）
- 自动化
- 生物医学工程
- 电气工程及其自动化
- 微电子科学与技术
- 电子科学与技术
- 测控技术与仪器（电类）
- 物联网工程
- 计算机科学与技术
- 信息工程
- ACCA
- 软件工程
- 各类实验班

### 教导人员
目前，仲英书院院务主任、党总支书记为黄丽宁女士。
书院现有院务主任（兼党总支书记）、副主任各1人，主任助理1人，辅导员12人，并选聘有讲席教授、学业导师、通识导师和校外导师组成的教师队伍，与高年级学生精英组成的朋辈辅导体系一起构成仲英书院完善的全员育人队伍。

### 硬件设施

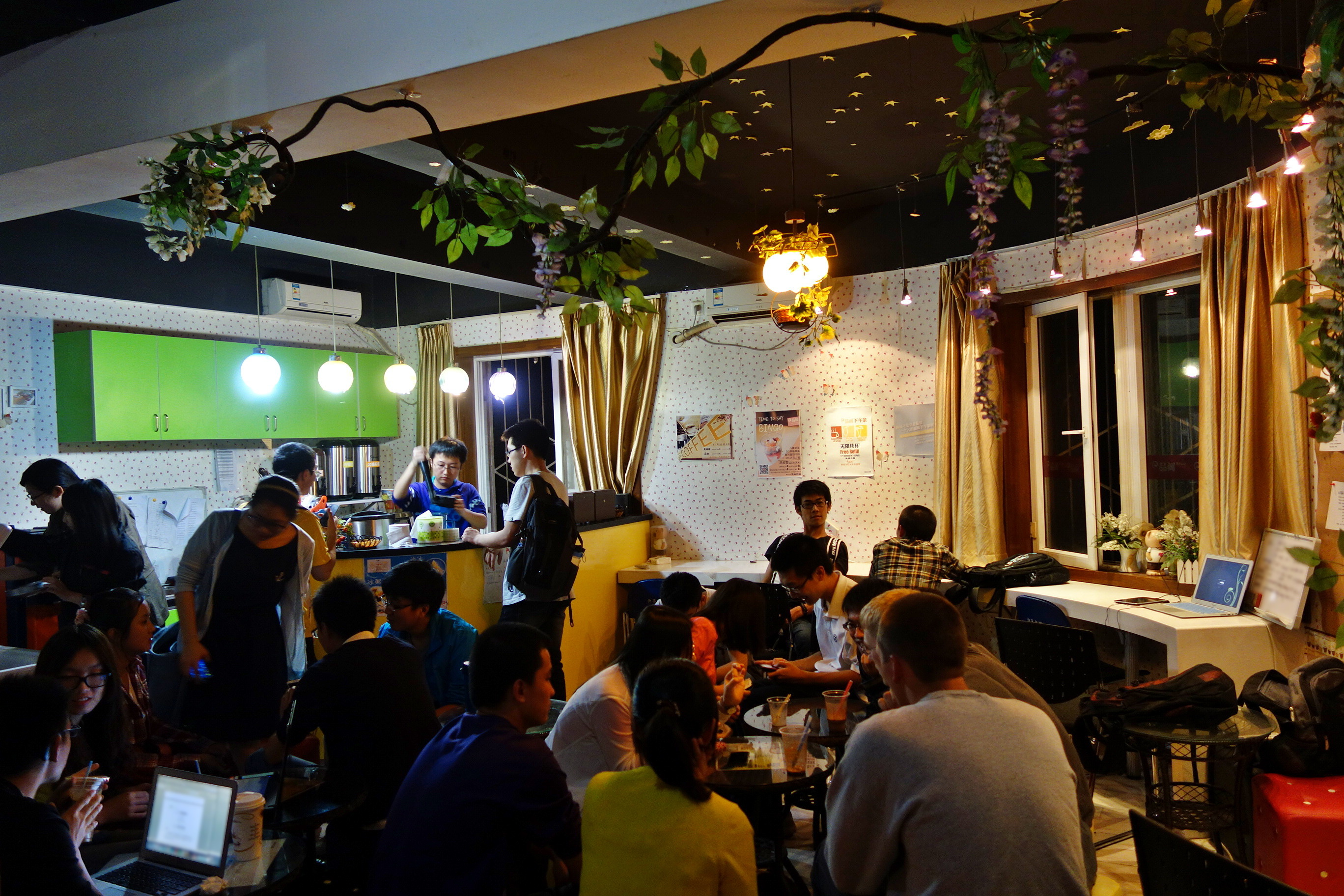
学生自营的「品阁」（Bingo）咖啡店

书院宿舍位于学校兴庆校区康桥苑东侧,由东-1、东-2、东-3、东-21四栋相互连接、合成 “回”字结构的八层公寓组成，公寓中央建有天井广场。书院内有活动室、图书阅览室、信息室、会议室、谈心室、学习讨论室、艺术排练室、棋牌室、健身房、学生自营奶茶店等公共服务设施。书院紧邻田径场、东南门、康桥苑食堂、澡堂，校园卡中心、银行等众多部门亦设在仲英书院一楼。